# Palazzo Ducale (Camerino)
Le Palazzo Ducale  est un bâtiment de la Renaissancesitué dans la commune de Camerino, province de Macerata dans les Marches,.
Ancienne résidence des seigneurs et ducs de Camerino, elle abrite aujourd'hui l'Université de Camerino. Elle est actuellement inutilisable, comme presque tout le centre-ville, en raison des dégâts causés par le tremblement de terre de 2016 en Italie centrale.

## Historique
Le palais ducal possède une partie originale remaniée à la fin du XIVe siècle. Il fut agrandi et achevé dans la seconde moitié du XVe siècle sur commande de Giulio Cesare da Varano (it) dans le style Renaissance. L'ensemble du palais est centré sur l'élégante cour quadriportique, peut-être due au grand architecte militaire Baccio Pontelli, autour de laquelle s'ouvrent les salles, parmi lesquelles celle dédiée aux Spoli se distingue par des fresques du XVe siècle.
Les salles souterraines sont utilisées comme salle de classe universitaire (Sala della Muta) et comme salles d'expositions et de conférences. La Biblioteca Comunale Valentiniana était présente dans le bâtiment jusqu'en 1997, fondée par Sebastiano Valentini en 1802, important pour la collection d'environ 60 000 volumes, 200 manuscrits et autant d'incunables, et pour quelques salles intéressantes. À la suite du tremblement de terre, le nouveau siège de la Bibliothèque Municipale se trouve à proximité du quartier San Paolo.
Les derniers Da Varano qui y résidèrent furent Giulio Cesare, seigneur de la ville, et son épouse Giovanna Malatesta (it), le duc Giovanni Maria da Varano (it) avec la duchesse Caterina Cybo (it), son épouse, et leur fille Giulia, avec qui la dynastie s'éteignit. 

### Le balcon sur les murs
Il s'agit d'un balcon en maçonnerie et en fer forgé construit à proximité du palais ducal, surplombant les murs, juste au-dessus du jardin botanique. Rouvert le 10 mai 2007, après une fermeture provoquée par les effets du tremblement de terre de 1997, il a été construit entre 1913 et 1916 lors des travaux de renforcement de la façade sud-est du bâtiment, sur une idée de l'ingénieur Giambattista Salvi, chef du bureau technique municipal. Le coût total des travaux de construction du balcon s'élevait à l'époque à environ 2 750 lires, contre environ 7 000 € aujourd'hui. En raison également de l'arrivée de la Grande Guerre, aucune cérémonie d'inauguration n'a été organisée. Celui qui regarde depuis le balcon du bâtiment a une large vue sur les monts Sibyllins et la campagne de Camerino.

## Galerie

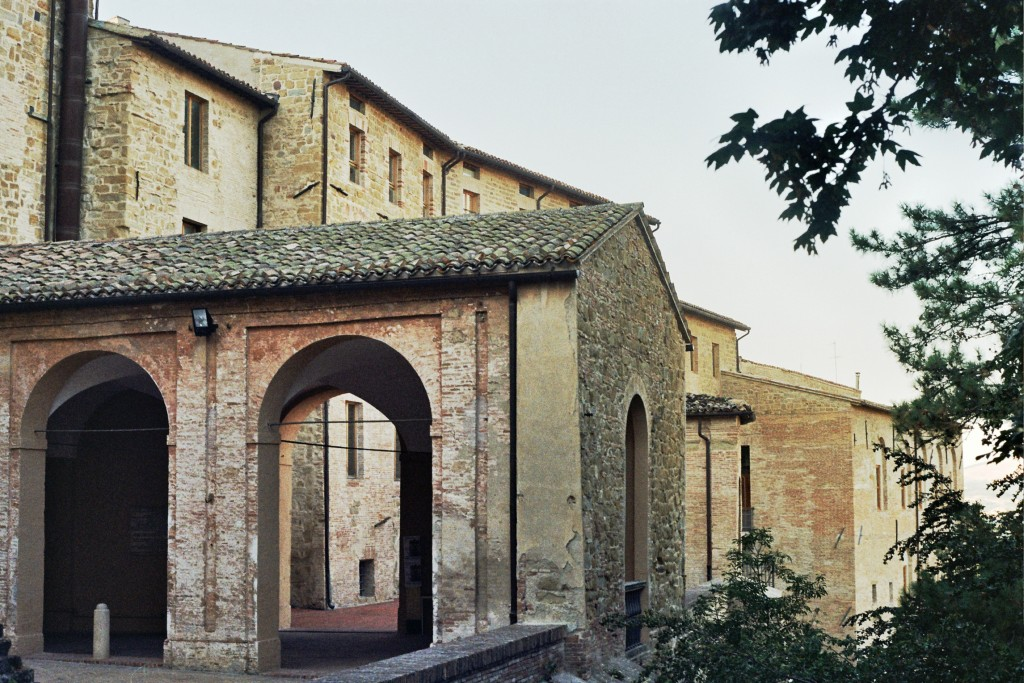
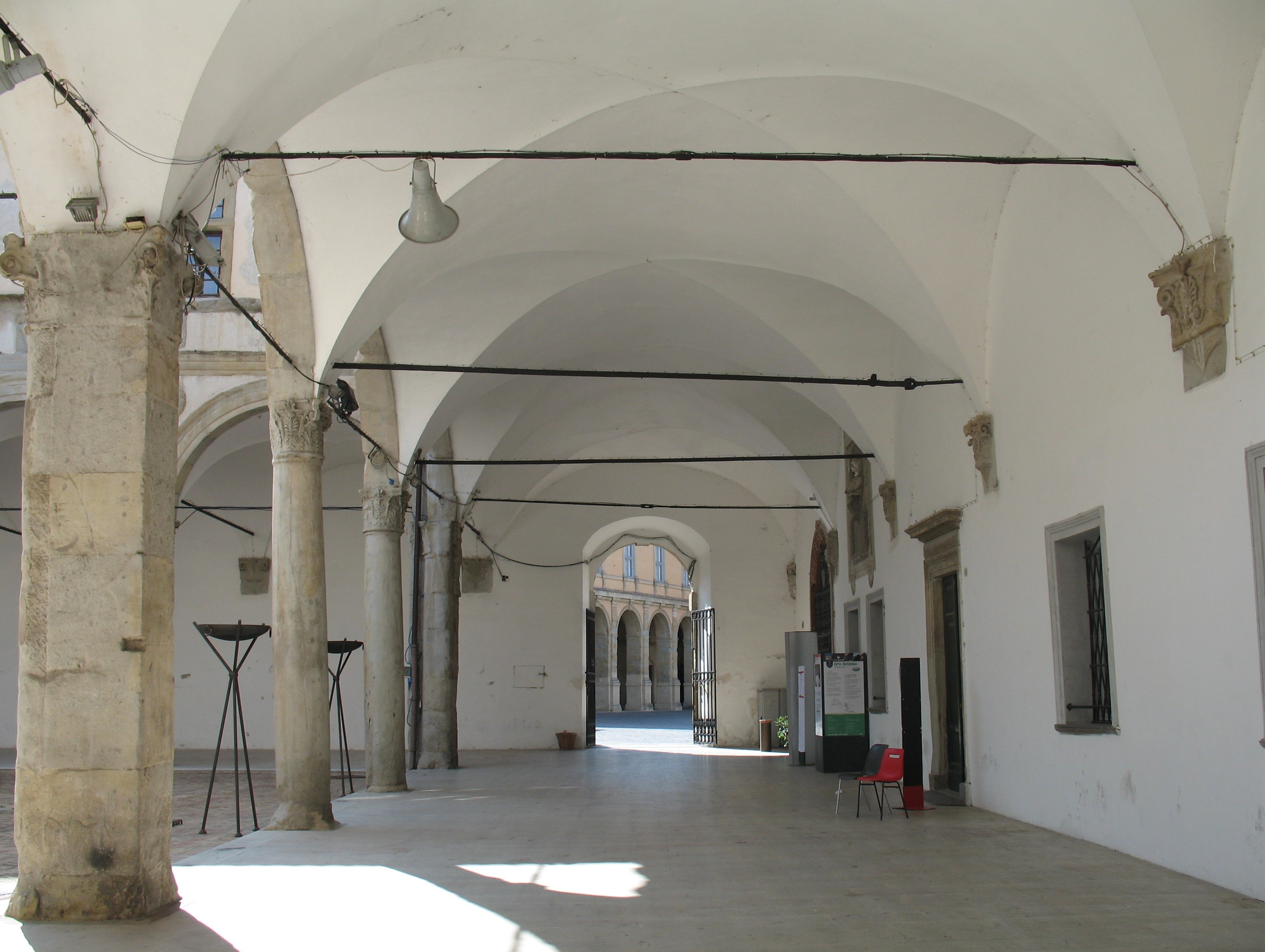